# ماتریس مجاورت
در ریاضی گسسته و دانش رایانه، ماتریس مجاورت یال‌های میان گره‌های گراف را می‌نمایاند. به سخنی دیگر، ماتریس مجاورت نشان می‌دهد که آیا جفت‌گره‌ها با یالی همسایه‌ی یکدیگرند. در گراف‌های ناساده، این ماتریس شمار یال‌های میان جفت‌گره‌ها را نمایش می‌دهد. برای گراف {\displaystyle G} با {\displaystyle n} گره، اندازهٔ ماتریس مجاورت {\displaystyle n}×{\displaystyle n} است. درایهٔ {\displaystyle a_{ij}} ماتریس مجاورت برای گرافی ساده نشان می‌دهد که آیا یالی میان دو گرهٔ {\displaystyle v_{i}} و {\displaystyle v_{j}} هست یا نه. در گرافی ناساده، درایهٔ {\displaystyle a_{ij}} برابر است با شمار یال‌هایی که دو گره {\displaystyle v_{i}} و {\displaystyle v_{j}} را به هم پیوند میزند. در گراف ساده، درآیهٔ {\displaystyle a_{ii}} بودن یالی از گرهٔ {\displaystyle v_{i}} به خود این گره و در گراف ناساده شمار یال‌هایی از گرهٔ {\displaystyle v_{i}} به خود این گره را نشان می‌دهد. برای هر گراف، ماتریس مجاورت یکتایی هست.

## نمایش گراف با ماتریس مجاورت
در گراف {\displaystyle G=(V,E)} می‌پنداریم که گره‌ها از یک تا شمار گره‌ها ({\displaystyle |V|}) شماره‌گذاری شده‌اند. اگر شمار گره‌های گراف {\displaystyle n} باشد، ماتریس مجاورت {\displaystyle n\times n} درآیه دارد و هر درآیهٔ {\displaystyle a_{ij}} شمار یال‌های میان گره‌های شماره‌گذاری با  {\displaystyle i} و {\displaystyle j} را نشان می‌دهد. اگر گراف ساده باشد، درآیهٔ {\displaystyle a_{ij}} تنها می‌تواند صفر یا یک باشد. ارزش صفر نشان دهندهٔ نبود یال است و ارزش یک نشان‌دهندهٔ بودن یال.

## ویژگی‌های ماتریس مجاورت
ماتریس مجاورت گرافی ساده دارای ویژگی‌های زیر است:
- ماتریس مجاورت همامون (متقارن) است.
- در گراف کامل، همهٔ درایه‌های ماتریس مجاورت جز درایه‌های قطر یک‌اند.
- همهٔ درایه‌های ماتریس مجاورت گرافی تهی صفر اند.

## ماتریس مجاورت گراف دو بخشی
برای گرافی دوبخشی که یک بخش دارای {\displaystyle r} گره و بخش دیگر دارای {\displaystyle s} گره است، ماتریس مجاورت {\displaystyle A} چنین است:
{\displaystyle A={\begin{pmatrix}0_{r,r}&B\\B^{T}&0_{s,s}\end{pmatrix}}}
زیرماتریس {\displaystyle B} دارای {\displaystyle r\times s} درآیه است و ماتریس {\displaystyle 0_{r,r}} و {\displaystyle 0_{s,s}} به ترتیب ماتریس‌های صفر با اندازه‌های {\displaystyle r\times r} و {\displaystyle s\times s} هستند. گاه این ماتریس، ماتریس مجاورت دوبخشی نیز خوانده می‌شود.

## ویژگی‌ها
ماتریس مجاورت گرافی سادهٔ بی‌سو همامون (متقارن) است و بنابراین مجموعه‌ای کامل از مقدار ویژه‌های حقیقی و یک بردار ویژهٔ متعامد دارد. (basis) مجموعهٔ مقدار ویژه‌های یک گراف، طیف آن گراف را تشکیل می‌دهند.
فرض کنید ۲ گراف (باسو یا با سو) {\displaystyle G_{1}} و {\displaystyle G_{2}} با ماتریس مجاورت‌های {\displaystyle A_{1}} و {\displaystyle A_{2}} داده شده‌اند. {\displaystyle G_{1}} و {\displaystyle G_{2}} هم ریخت (متناظر/isomorphic) اند، اگر و فقط اگر وجود داشته باشد ماتریس جایگشت P به طوری که :
{\displaystyle PA_{1}P^{-1}=A_{2}.}
{\displaystyle A_{1}} و {\displaystyle A_{2}} در خصوصیات شبیه یه یکدیگرند، بنابراین، مینیمم، چندجمله‌ای، چند جمله‌ای ویژه، دترمینان و مجموع عناصر قطر داخلی آن‌ها یکسان است. در نتیجه به عنوان گراف‌های متناظر یکدیگر در نظر گرفته می‌شوند.
با این حال ممکن است دو گراف مجموعهٔ مقدار ویژه‌های برابر داشته باشند ولی متناظر نباشند. 
اگر Aماتریس مجاورت گراف باسو یا با سو G باشد، ماتریس {\displaystyle A_{n}} تفسیر جالبی دارد: درایهٔ ردیف i ام و ستون j ام، تعداد مسیرهای به طول n بین دو گره {\displaystyle v_{i}} و {\displaystyle v_{j}} را نشان می‌دهد.
قطر اصلیِ ماتریس مجاورتِ هر گرافِ بدون طوقه‌ای، تماماً صفر است.
برای گراف (d)-منتظم (که d همچنین یک مقدار ویژهٔ A هم هست)، برای بردار {\displaystyle v=\left(1,...,1\right)}، گراف G همبند است اگر و تنها اگر تعدد dها بیش از ۱ نباشد. می‌توان نشان داد که اگر G گراف همبند دوبخشی باشد،–d نیز یک مقدار ویژهٔ آن است. تمام اینها نتایج نظریهٔ پرُن-فربنیوس (Perron–Frobenius theorem) است.
این جمله غلط است که: ماتریس I-A (که I ماتریس همانی n×n است) وارون پذیر هستند اگر و فقط اگر هیچ دور مستقیمی در گراف G نباشد. در این مورد، وارون این گراف یعنی {\displaystyle (I-A)^{-1}} چنین تفسیری دارد:
درایهٔ ردیف i ام و ستون j ام، تعداد مسیرهای مستقیم از گره i به گره j را نشان می‌دهد (که اگر دور مستقیمی وجود نداشته باشد، همیشه این تعداد متناهی است.). این را می‌توان با استفاده از سری هندسی برای ماتریس‌ها فهمید : 
{\displaystyle (I-A)^{-1}=I+A+A_{2}+A_{3}+\cdots }
که این متناظر است با اینکه تعداد مسیرها بین i و j برابر است با تعداد مسیرها به طول ۱ بعلاوهٔ تعداد مسیرها به طول ۲، بعلاوهٔ تعداد مسیرها به طول ۳ الی آخر.

## نمونه‌ها
| گراف      | ماتریس مجاورت |
| --------- | --- |
|           | {\displaystyle {\begin{pmatrix}1&1&0&0&1&0\\1&0&1&0&1&0\\0&1&0&1&0&0\\0&0&1&0&1&1\\1&1&0&1&0&0\\0&0&0&1&0&0\\\end{pmatrix}}}هم‌آرایی‌ها ۱ تا ۶ هستند |
|           | هم‌آرایی‌ها ۰ تا ۲۳ هستند. درآیه‌های بی‌رنگ صفر و درآیه‌های رنگی یک را می‌نمایانند. چون گراف بی‌سو است، ماتریس مجاورت همامون (متقارن) است.                |
| گراف کیلی | هم‌آرایی‌ها ۰ تا ۲۳ هستند. درآیه‌های بی‌رنگ صفر و درآیه‌های رنگی یک را می‌نمایانند. چون گراف باسو است، ماتریس مجاورت ناهمامون (نامتقارن) است.            |

## ساختمان داده
در زمینهٔ ساختمان داده، اصلی‌ترین چیزی که با ماتریس مجاورت رقابت می‌کند، لیست مجاورت است. چون هر درایه در ماتریس مجاورت تنها ۱ بیت نیاز دارد، پس می‌توانند به صورت فشرده‌ای تنها با اشغال کردنn۲/۸ فضای پیوسته، نشان داده شوند (که n تعداد گره هاست.). علاوه بر جلوگیری از هدر رفتن فضا، این فشردگی باعث بهبود و نزدیک تر شدن مکانی ارجاع‌ها می‌شود.
از طرف دیگر، در گراف‌های کم یال، لیست مجاورت برنده‌است، زیرا آن‌ها برای نشان دادن یال‌هایی که اصلاً نبوده‌اند فضایی استفاده نمی‌کنند. با استفاده از یک پیاده‌سازی ساده با آرایه بر روی یک کامپیوتر ۳۲ بیتی، یک لیست مجاورت برای یک گراف با سو حدود ۸e بایت حافظه نیاز دارد که e تعداد یال هاست.